# 北海道社会事業協会富良野病院
北海道社会事業協会富良野病院（ほっかいどうしゃかいじぎょうきょうかいふらのびょういん）は、北海道富良野市にある病院。通称富良野協会病院。

## 沿革
- 1940年（昭和15年）：「北海道社会事業協会附属富良野病院」開設[1]。
- 1952年（昭和27年）：「北海道社会事業協会富良野病院」と改称[1]。
- 1957年（昭和32年）：隔離伝染病棟診療開始[1]。
- 1964年（昭和39年）：総合病院認可[1]。
- 1968年（昭和43年）：増改築工事完成[1]。
- 1976年（昭和51年）：検査・リハビリテーション部門増築[1]。
- 1999年（平成11年）：伝染病床廃止[1]。
- 2000年（平成12年）：訪問看護ステーション「なごみ」（2012年廃止）[2]、富良野市在宅介護支援センター「いちい」開設[1]。居宅介護支援事業所設置（2009年廃止）[1]。
- 2007年（平成19年）：現在地に新築移転[1]。

## 機関指定
| 臨床研修指定病院（管理型）   | 地域センター病院（富良野市・上富良野町・中富良野町・南富良野町・占冠村） |
| 地域周産期母子医療センター   | 災害拠点病院                                                             |
| へき地医療拠点病院           | 救急指定病院（二次救急医療病院）                                         |
| 労災指定病院                 | DPC（診断群分類包括評価）対象病院                                        |
| 無料低額診療事業実施医療機関 |                                                                          |

## 診療科等
診療科
- 内科
- 循環器内科
- 消化器内科
- 神経内科
- 外科
- 心臓血管外科
- 整形外科
- 小児科
- 麻酔科
- 眼科
- 泌尿器科
- 皮膚科
- 産婦人科
- 耳鼻咽喉科

センター
- 相談センター
- 健診センター
- 人工透析センター
- リハビリテーションセンター

部門
- 薬剤科
- 診療放射線科
- 臨床検査科
- 臨床工学科
- 手術室
- 管理栄養係
- 事務部
- 地域医療連携室

## 施設認定
| 日本泌尿器科学会専門医教育施設・基幹教育施設 | 日本小児科学会専門医研修施設               |
| 日本整形外科学会専門医研修施設               | 日本眼科学会専門医研修施設                 |
| 日本外科学会専門医修練関連施設               | 日本内科学会認定医制度教育関連施設         |
| 日本消化器病学会専門医制度認定施設           | 日本循環器学会専門医研修施設               |
| 日本周産期・新生児医学会専門医補完研修施設   | 日本高血圧学会専門医研修施設               |
| 認定臨床微生物検査技師制度協議会研修施設     | 薬学教育協議会薬学実務実習受入医療提供施設 |

## アクセス・駐車場
富良野市地域福祉センター（富良野市社会福祉協議会）、介護老人保健施設ふらのが隣接している。
- 北海道旅客鉄道（JR北海道）富良野駅から東西自由通路（歩道橋）を渡って徒歩約5分
- ふらのバス「協会病院」バス停下車
- 駐車場：370台

## 参考資料
- “施設パンフレット” (PDF).   富良野協会病院. 2017年2月6日閲覧。